# Leichtathletik-Weltmeisterschaften 1983/Hochsprung der Frauen

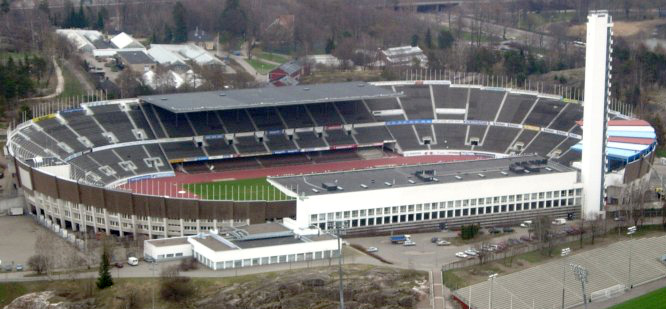
Das Olympiastadion in Helsinki

Der Hochsprung der Frauen bei den Leichtathletik-Weltmeisterschaften 1983 fand am 7. und 9. August 1983 in Helsinki, Finnland, statt.
34 Athletinnen aus 23 Ländern nahmen an dem Wettbewerb teil. Die Goldmedaille gewann die Vizeeuropameisterin von 1982 Tamara Bykowa aus der Sowjetunion mit 2,01 Meter. Silber ging an die bundesdeutsche Olympiasiegerin von 1972, amtierende Europameisterin und Weltrekordinhaberin Ulrike Meyfarth mit 1,99 Meter. Die Bronzemedaille gewann die US-Amerikanerin Louise Ritter mit 1,95 Meter.

## Rekorde
Vor dem Wettbewerb galten folgende Rekorde:
| Weltrekord               | Ulrike Meyfarth                                                             | 2,02 m                                                                      | Europameisterschaften in Athen, Griechenland                                | 8. September 1982                                                           |
| Weltmeisterschaftsrekord | Es gab noch keine WM-Rekorde, die Veranstaltung wurde erstmals ausgetragen. | Es gab noch keine WM-Rekorde, die Veranstaltung wurde erstmals ausgetragen. | Es gab noch keine WM-Rekorde, die Veranstaltung wurde erstmals ausgetragen. | Es gab noch keine WM-Rekorde, die Veranstaltung wurde erstmals ausgetragen. |

Acht Springerinnen hatten den WM-Rekord in der Qualifikation auf 1,90 m gebracht. Im Finale am 9. August stellte die neue Weltmeisterin Tamara Bykowa aus der Sowjetunion mit 2,01 m den nun für mindestens vier Jahre gültigen WM-Rekord auf.

## Qualifikation
7. August 1983
34 Teilnehmerinnen traten in zwei Gruppen zur Qualifikationsrunde an. Die Qualifikationshöhe betrug 1,90 m, um direkt ins Finale einzuziehen. Acht Athletinnen schafften diese Marke, sie sind hellblau unterlegt. Die restlichen Springerinnen, die am Finale teilnehmen durften – die Anzahl der Athletinnen sollte mindestens zwölf sein –, sind jene mit der höchsten gesprungenen Höhe unterhalb der Qualifikationshöhe (1,87 m), sie sind hellgrün unterlegt. Diese 1,87 m wurden von zehn Teilnehmerinnen gemeistert, sodass insgesamt achtzehn Athletinnen zwei Tage später das Finale bestritten.

### Gruppe A
| Platz | Athletin            | Land                            | Höhe (m) |
| ----- | ------------------- | ------------------------------- | -------- |
| 1     | Kerstin Brandt      | Deutsche Demokratische Republik | 1,90 CR  |
| 1     | Tamara Bykowa       | Sowjetunion                     | 1,90 CR  |
| 1     | Coleen Sommer       | Vereinigte Staaten              | 1,90 CR  |
| 1     | Susanne Helm        | Deutsche Demokratische Republik | 1,90 CR  |
| 5     | Christine Soetewey  | Belgien                         | 1,87     |
| 5     | Katalin Sterk       | Ungarn                          | 1,87     |
| 5     | Minna Vehmasto      | Finnland                        | 1,87     |
| 5     | Zheng Dazhen        | Volksrepublik China             | 1,87     |
| 9     | Sara Simeoni        | Italien                         | 1,84     |
| 9     | Gillian Evans       | Vereinigtes Königreich          | 1,84     |
| 9     | Gaby Meier          | Schweiz                         | 1,84     |
| 9     | Brigitte Reid       | Kanada                          | 1,84     |
| 13    | Thordis Gisladóttir | Island                          | 1,80     |
| 13    | Megumi Sato         | Japan                           | 1,80     |
| 13    | Christine Stanton   | Australien                      | 1,80     |
| 16    | Iona Smith          | Anguilla                        | 1,50     |

### Gruppe B
| Platz | Athletin           | Land                            | Höhe (m) |
| ----- | ------------------ | ------------------------------- | -------- |
| 1     | Ulrike Meyfarth    | BR Deutschland                  | 1,90 CR  |
| 1     | Louise Ritter      | Vereinigte Staaten              | 1,90 CR  |
| 1     | Andrea Bienias     | Deutsche Demokratische Republik | 1,90 CR  |
| 1     | Debbie Brill       | Kanada                          | 1,90 CR  |
| 5     | Olga Juha          | Ungarn                          | 1,87     |
| 5     | Larissa Kossizyna  | Sowjetunion                     | 1,87     |
| 5     | Maryse Éwanjé-Épée | Frankreich                      | 1,87     |
| 5     | Vanessa Browne     | Australien                      | 1,87     |
| 5     | Silvia Costa       | Kuba                            | 1,87     |
| 5     | Yang Wenqin        | Volksrepublik China             | 1,87     |
| 11    | Niculina Vasile    | Rumänien                        | 1,84     |
| 12    | Emese Bela         | Ungarn                          | 1,80     |
| 12    | Susanne Lorentzon  | Schweden                        | 1,80     |
| 12    | Megumi Sato        | Japan                           | 1,80     |
| 12    | Lidija Lapajne     | Jugoslawien                     | 1,80     |
| 16    | Hisayo Fukumitsu   | Japan                           | 1,75     |
| 17    | Kawther Akremi     | Tunesien                        | 1,70     |
| 17    | Klodeta Gjini      | Albanien                        | 1,70     |

## Legende
Kurze Übersicht zur Bedeutung der Symbolik – so üblicherweise auch in sonstigen Veröffentlichungen verwendet:
| – | Höhe ausgelassen  |
| x | Fehlversuch       |
| o | Höhe übersprungen |

## Finale
9. August 1983
| Platz | Athletin           | Land                            | 1,75                                            | 1,80                                            | 1,84                                            | 1,88                                            | 1,92                                            | 1,95                                            | 1,97                                            | 1,99                                            | 2,01                                            | 2,03                                            | Höhe (m) |
| ----- | ------------------ | ------------------------------- | ----------------------------------------------- | ----------------------------------------------- | ----------------------------------------------- | ----------------------------------------------- | ----------------------------------------------- | ----------------------------------------------- | ----------------------------------------------- | ----------------------------------------------- | ----------------------------------------------- | ----------------------------------------------- | -------- |
|       | Tamara Bykowa      | Sowjetunion                     | –                                               | o                                               | o                                               | o                                               | o                                               | o                                               | o                                               | xo                                              | o                                               | xxx                                             | 2,01 CR  |
|       | Ulrike Meyfarth    | BR Deutschland                  | –                                               | o                                               | o                                               | o                                               | o                                               | xo                                              | xo                                              | o                                               | x–                                              | xx                                              | 1,99     |
|       | Louise Ritter      | Vereinigte Staaten              | –                                               | o                                               | o                                               | o                                               | xo                                              | xo                                              | xxx                                             |                                                 |                                                 |                                                 | 1,95     |
| 4     | Coleen Sommer      | Vereinigte Staaten              | –                                               | o                                               | o                                               | o                                               | xo                                              | xxo                                             | xxx                                             |                                                 |                                                 |                                                 | 1,95     |
| 5     | Kerstin Brandt     | Deutsche Demokratische Republik | –                                               | o                                               | xo                                              | xxo                                             | xo                                              | xxx                                             |                                                 |                                                 |                                                 |                                                 | 1,92     |
| 6     | Debbie Brill       | Kanada                          | –                                               | o                                               | o                                               | o                                               | xxx                                             |                                                 |                                                 |                                                 |                                                 |                                                 | 1,88     |
| 7     | Susanne Helm       | Deutsche Demokratische Republik | –                                               | o                                               | o                                               | xo                                              | xxx                                             |                                                 |                                                 |                                                 |                                                 |                                                 | 1,88     |
| 8     | Olga Juha          | Ungarn                          | o                                               | o                                               | xo                                              | xo                                              | xxx                                             |                                                 |                                                 |                                                 |                                                 |                                                 | 1,88     |
| 9     | Vanessa Browne     | Australien                      | Versuchsserien in den Quellen nicht aufgelistet | Versuchsserien in den Quellen nicht aufgelistet | Versuchsserien in den Quellen nicht aufgelistet | Versuchsserien in den Quellen nicht aufgelistet | Versuchsserien in den Quellen nicht aufgelistet | Versuchsserien in den Quellen nicht aufgelistet | Versuchsserien in den Quellen nicht aufgelistet | Versuchsserien in den Quellen nicht aufgelistet | Versuchsserien in den Quellen nicht aufgelistet | Versuchsserien in den Quellen nicht aufgelistet | 1,88     |
| 10    | Silvia Costa       | Kuba                            | Versuchsserien in den Quellen nicht aufgelistet | Versuchsserien in den Quellen nicht aufgelistet | Versuchsserien in den Quellen nicht aufgelistet | Versuchsserien in den Quellen nicht aufgelistet | Versuchsserien in den Quellen nicht aufgelistet | Versuchsserien in den Quellen nicht aufgelistet | Versuchsserien in den Quellen nicht aufgelistet | Versuchsserien in den Quellen nicht aufgelistet | Versuchsserien in den Quellen nicht aufgelistet | Versuchsserien in den Quellen nicht aufgelistet | 1,84     |
| 10    | Andrea Bienias     | Deutsche Demokratische Republik | Versuchsserien in den Quellen nicht aufgelistet | Versuchsserien in den Quellen nicht aufgelistet | Versuchsserien in den Quellen nicht aufgelistet | Versuchsserien in den Quellen nicht aufgelistet | Versuchsserien in den Quellen nicht aufgelistet | Versuchsserien in den Quellen nicht aufgelistet | Versuchsserien in den Quellen nicht aufgelistet | Versuchsserien in den Quellen nicht aufgelistet | Versuchsserien in den Quellen nicht aufgelistet | Versuchsserien in den Quellen nicht aufgelistet | 1,84     |
| 12    | Maryse Éwanjé-Épée | Frankreich                      | Versuchsserien in den Quellen nicht aufgelistet | Versuchsserien in den Quellen nicht aufgelistet | Versuchsserien in den Quellen nicht aufgelistet | Versuchsserien in den Quellen nicht aufgelistet | Versuchsserien in den Quellen nicht aufgelistet | Versuchsserien in den Quellen nicht aufgelistet | Versuchsserien in den Quellen nicht aufgelistet | Versuchsserien in den Quellen nicht aufgelistet | Versuchsserien in den Quellen nicht aufgelistet | Versuchsserien in den Quellen nicht aufgelistet | 1,84     |
| 12    | Katalin Sterk      | Ungarn                          | Versuchsserien in den Quellen nicht aufgelistet | Versuchsserien in den Quellen nicht aufgelistet | Versuchsserien in den Quellen nicht aufgelistet | Versuchsserien in den Quellen nicht aufgelistet | Versuchsserien in den Quellen nicht aufgelistet | Versuchsserien in den Quellen nicht aufgelistet | Versuchsserien in den Quellen nicht aufgelistet | Versuchsserien in den Quellen nicht aufgelistet | Versuchsserien in den Quellen nicht aufgelistet | Versuchsserien in den Quellen nicht aufgelistet | 1,84     |
| 12    | Minna Vehmasto     | Finnland                        | Versuchsserien in den Quellen nicht aufgelistet | Versuchsserien in den Quellen nicht aufgelistet | Versuchsserien in den Quellen nicht aufgelistet | Versuchsserien in den Quellen nicht aufgelistet | Versuchsserien in den Quellen nicht aufgelistet | Versuchsserien in den Quellen nicht aufgelistet | Versuchsserien in den Quellen nicht aufgelistet | Versuchsserien in den Quellen nicht aufgelistet | Versuchsserien in den Quellen nicht aufgelistet | Versuchsserien in den Quellen nicht aufgelistet | 1,84     |
| 15    | Christine Soetewey | Belgien                         | Versuchsserien in den Quellen nicht aufgelistet | Versuchsserien in den Quellen nicht aufgelistet | Versuchsserien in den Quellen nicht aufgelistet | Versuchsserien in den Quellen nicht aufgelistet | Versuchsserien in den Quellen nicht aufgelistet | Versuchsserien in den Quellen nicht aufgelistet | Versuchsserien in den Quellen nicht aufgelistet | Versuchsserien in den Quellen nicht aufgelistet | Versuchsserien in den Quellen nicht aufgelistet | Versuchsserien in den Quellen nicht aufgelistet | 1,84     |
| 16    | Yang Wenqin        | Volksrepublik China             | Versuchsserien in den Quellen nicht aufgelistet | Versuchsserien in den Quellen nicht aufgelistet | Versuchsserien in den Quellen nicht aufgelistet | Versuchsserien in den Quellen nicht aufgelistet | Versuchsserien in den Quellen nicht aufgelistet | Versuchsserien in den Quellen nicht aufgelistet | Versuchsserien in den Quellen nicht aufgelistet | Versuchsserien in den Quellen nicht aufgelistet | Versuchsserien in den Quellen nicht aufgelistet | Versuchsserien in den Quellen nicht aufgelistet | 1,84     |
| 17    | Larissa Kossizyna  | Sowjetunion                     | Versuchsserien in den Quellen nicht aufgelistet | Versuchsserien in den Quellen nicht aufgelistet | Versuchsserien in den Quellen nicht aufgelistet | Versuchsserien in den Quellen nicht aufgelistet | Versuchsserien in den Quellen nicht aufgelistet | Versuchsserien in den Quellen nicht aufgelistet | Versuchsserien in den Quellen nicht aufgelistet | Versuchsserien in den Quellen nicht aufgelistet | Versuchsserien in den Quellen nicht aufgelistet | Versuchsserien in den Quellen nicht aufgelistet | 1,80     |
| 18    | Zheng Dazhen       | Volksrepublik China             | Versuchsserien in den Quellen nicht aufgelistet | Versuchsserien in den Quellen nicht aufgelistet | Versuchsserien in den Quellen nicht aufgelistet | Versuchsserien in den Quellen nicht aufgelistet | Versuchsserien in den Quellen nicht aufgelistet | Versuchsserien in den Quellen nicht aufgelistet | Versuchsserien in den Quellen nicht aufgelistet | Versuchsserien in den Quellen nicht aufgelistet | Versuchsserien in den Quellen nicht aufgelistet | Versuchsserien in den Quellen nicht aufgelistet | 1,80     |

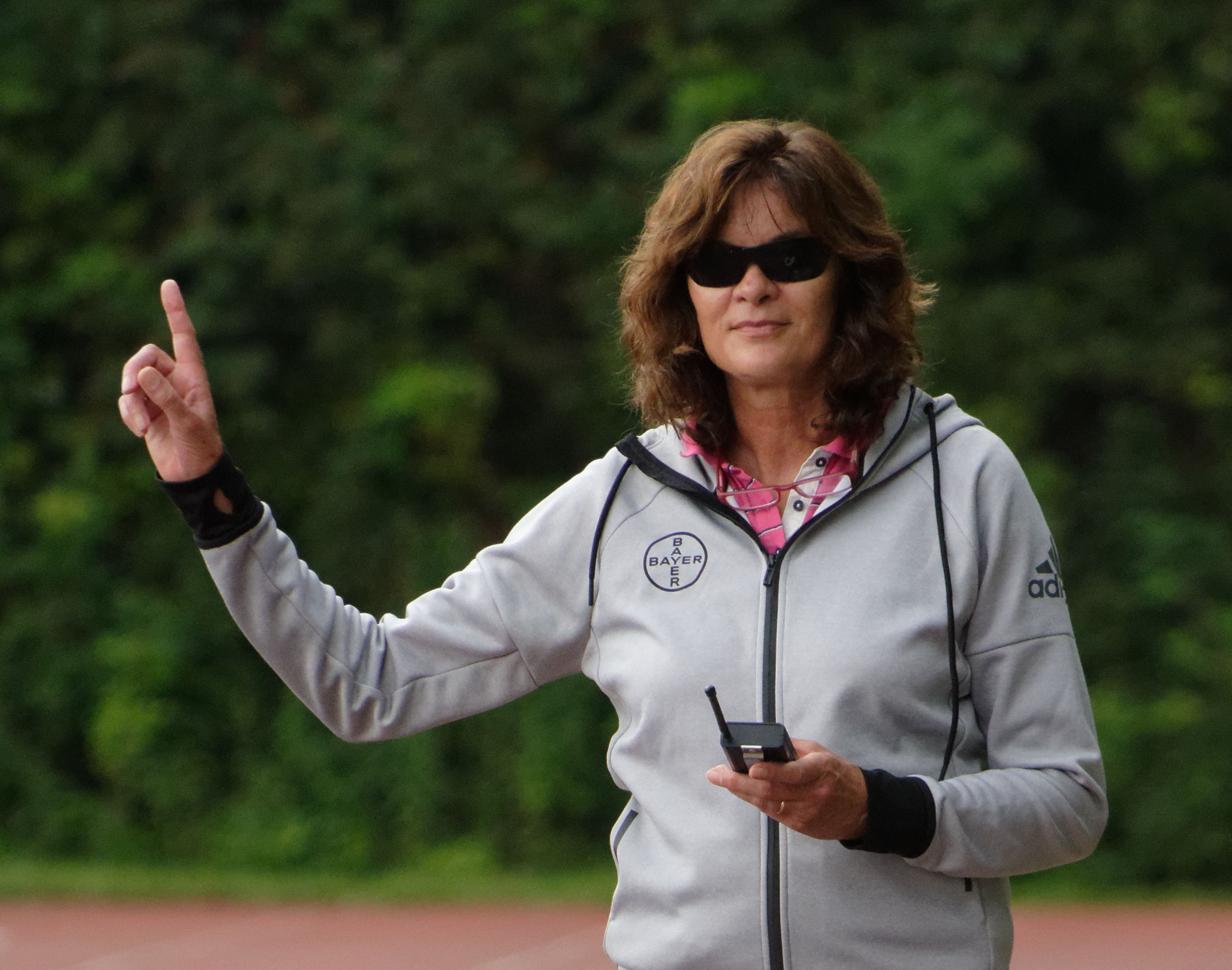
Vizeweltmeisterin wurde Ulrike Meyfarth (hier im Jahr 2016), 1972 Olympiasiegerin, amtierende Europameisterin und Weltrekordinhaberin
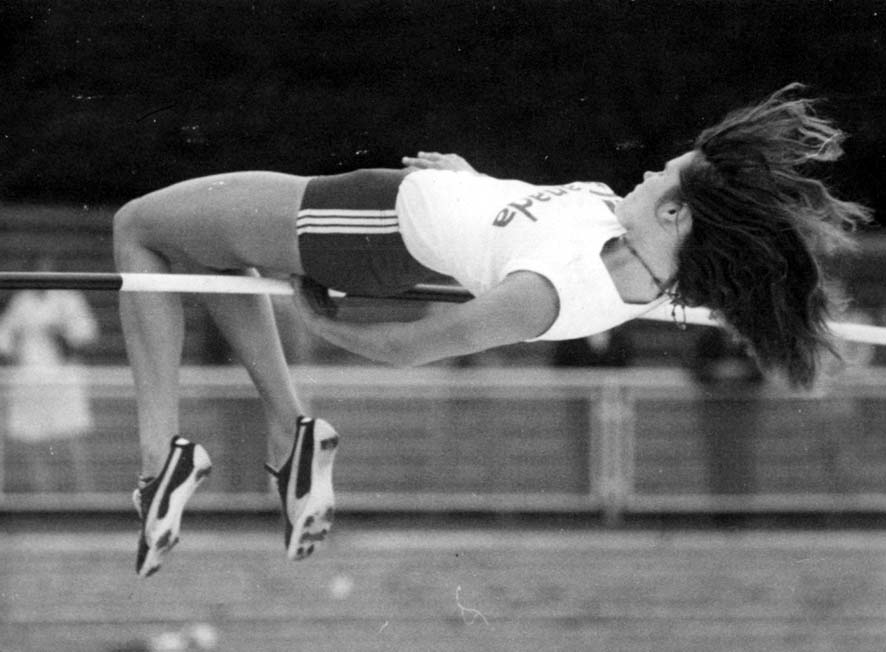
Debbie Brill, schon seit vielen Jahren im Wettkampfgeschehen, belegte Rang sechs
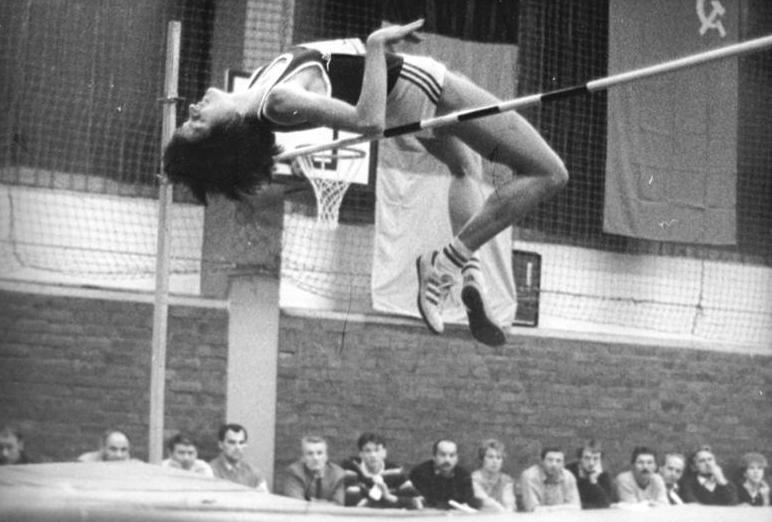
Susanne Helm, spätere Susanne Beyer, kam auf den siebten Platz
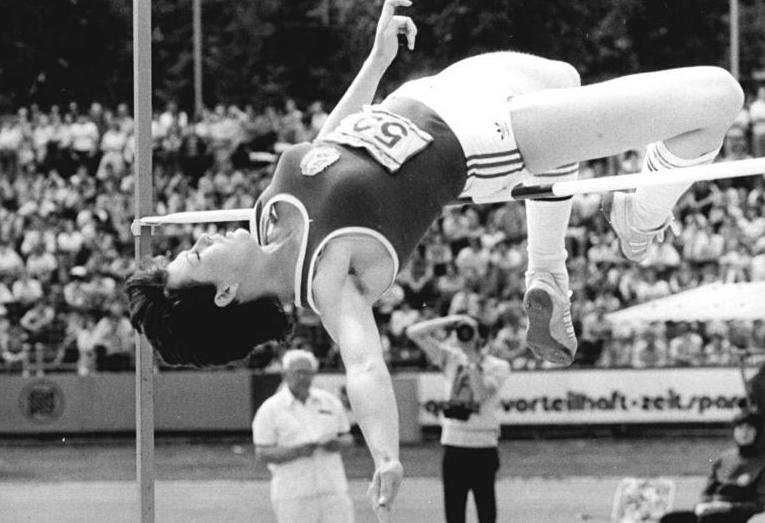
Andrea Bienias, frühere Andrea Reichstein, erreichte den geteilten zehnten Platz

## Videolinks
- Helsinki 1983 women high jump auf youtube.com, abgerufen am 13. April 2020
- The first world Championships in athletics. Finland. Helsinki 1983. High jump. Women. Meyfarth U auf youtube.com, abgerufen am 13. April 2020
- The first world Championships in athletics. Finland. Helsinki 1983. High jump. Women. Bykova T. URS auf youtube.com, abgerufen am 13. April 2020